# EENLokaal
EENLokaal is een lokale politieke partij in de Nederlandse gemeente Venlo. Ze ontstond in 2017 na de fusie van de partijen VenLokaal en Lokale Democraten.

## Geschiedenis
Op 14 juni 2017 fuseerden VenLokaal en Lokale Democraten tot de nieuwe partij EENLokaal. De fracties in de gemeenteraad fuseerden na de gemeenteraadsverkiezingen van maart 2018, omdat VenLokaal deel was van het college in de periode 2014-2018, en de Lokale Democraten niet. Bij deze verkiezingen behaalde de partij 17,9% van de stemmen, waarmee zij de grootste partij van de gemeente Venlo werd.
De partij ging deelnemen aan het nieuwe college, dat verder bestond uit PvdA, SP, GroenLinks en 50PLUS. EENLokaal leverde in dit college twee wethouders, partijleider Frans Schatorjé en partijvoorzitter Ad Roest. In januari 2019 verloor de partij haar zevende zetel, omdat het raadslid Oruç uit de fractie was gezet nadat hij in opspraak was geraakt vanwege illegale situaties.
Roest stopte als wethouder in juli 2021, omdat hij benoemd werd als gedeputeerde van de provincie Limburg. Gezien de korte tijd tot de verkiezingen van maart 2022, werden zijn taken verdeeld over de andere wethouders. Bij deze verkiezingen groeide de partij licht, en kwam ze uit op acht zetels. EENLokaal leverde wederom twee wethouders aan het college, dat deze keer samen met CDA, PvdA en GroenLinks werd gevormd. Naast Schatorjé zou dit keer Jacques Smeets wethouder worden.

## Verkiezingsuitslagen
De partij heeft bij verschillende verkiezingen de volgende zetelaantallen behaald:
| Jaar | Stemmen | %   | Zetels |
| ---- | ------- | --- | ------ |
| 2018 | 7.137   | 18% | 7 / 39 |
| 2022 | 7.292   | 19% | 8 / 39 |